# Korrida

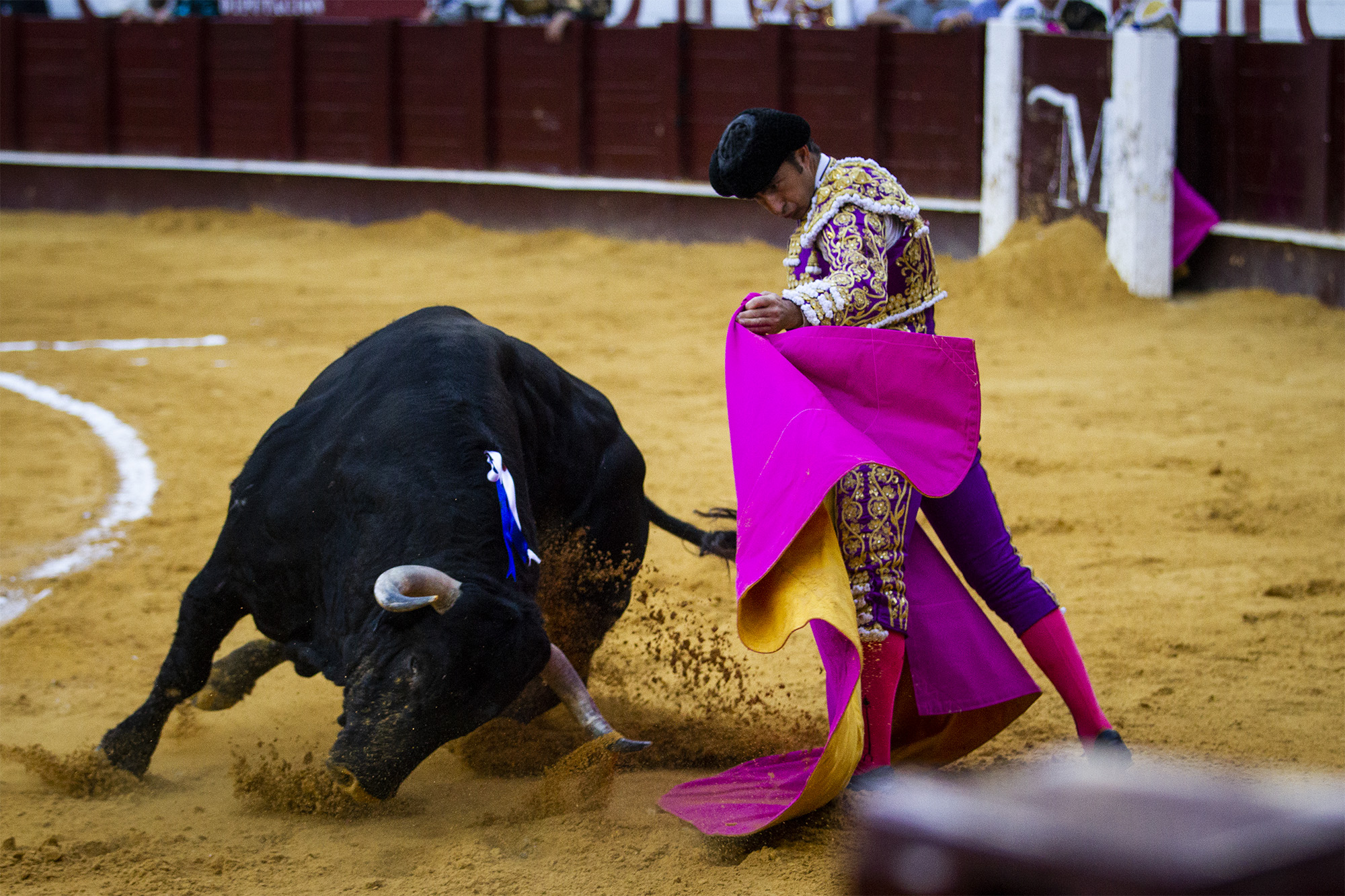
Walka z bykiem w hiszpańskim Plaza de toros de La Malagueta (2018)

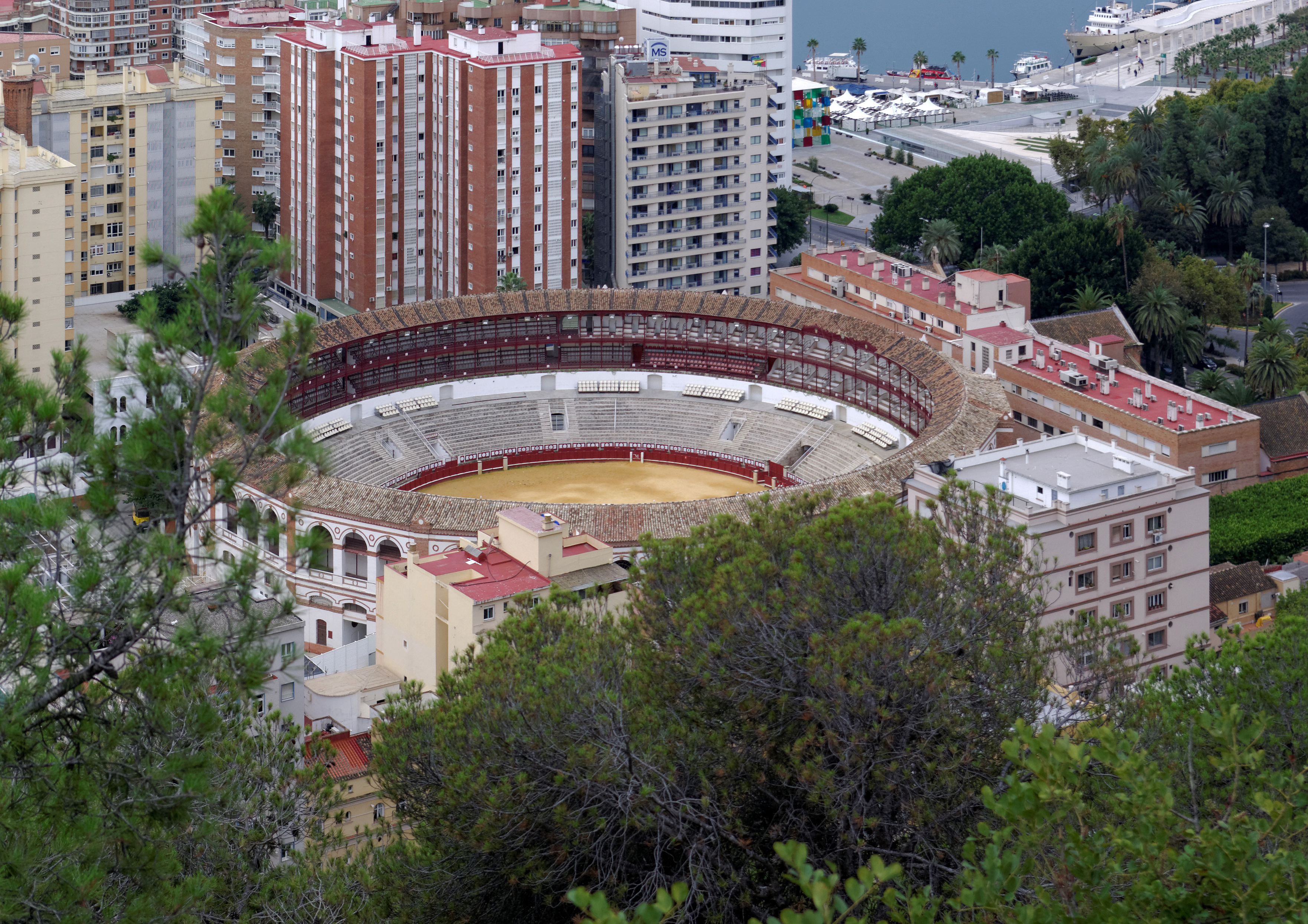
Arena korridy w Maladze

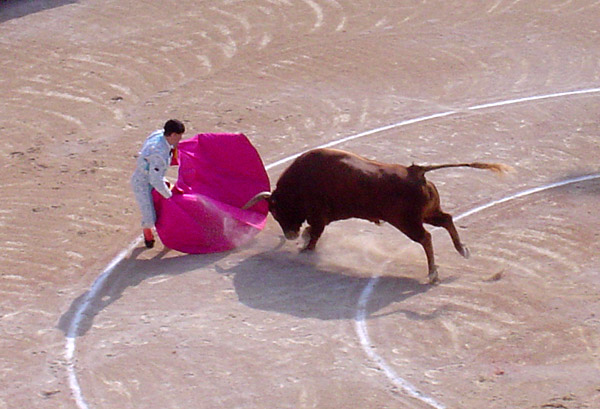
Byk atakuje kapeadora

Korrida (hiszp. corrida de toros od correr – „biegać” oraz toro – „byk”) – tradycyjna walka z bykiem, widowisko popularne w Hiszpanii, według niektórych zwyczaj sprowadzony na Półwysep Iberyjski przez Arabów; inne wersje mówią o Kartagińczykach lub Rzymianach. Kiedyś zwyczaj popularny wśród arystokracji, w walkach brali udział nawet królowie (np. Filip IV).
Według źródeł pierwsza korrida odbyła się na cześć Alfonsa VIII w 1133 roku.

## Walka
Obecnie walka składa się z kilku uświęconych tradycją etapów. Specjalnie hodowanego byka wpuszcza się na arenę (plaza de toros, plac byków). Najpierw toreadorzy drażnią byka, prowokując go do ataków za pomocą żółto-różowych płacht (capa). Następnie pikador (jeździec na koniu obłożonym materacami) wbija mu lancę w unerwiony garb tłuszczu na karku. Dalej piesi (banderilleros) starają się wbić mu w to samo miejsce krótkie włócznie (banderille). Właściwe trafienie powoduje, że byk na chwilę zwalnia, co pozwala ludziom bezpiecznie uskoczyć sprzed jego rogów. Banderille powinny pozostać wbite w garbie byka, a zdobiące je długie, kolorowe wstążki dodatkowo drażnią zwierzę. Wszystkie te etapy mają na celu osłabienie mięśni karku byka, by ten trzymał głowę nisko, oraz miał nieco wolniejsze ruchy głową. Kiedy byk jest już zmęczony, występuje matador (zabijacz). Unika rogów, myląc byka ruchami małej mulety. Kiedy się upewni, że zmęczone zwierzę przestaje reagować, stara się je zabić trafiając szpadą w miejsce wielkości monety na karku byka. Taki cios przerywa rdzeń kręgowy. Kiedy ta sztuczka uda się za pierwszym razem, matador zyskuje brawa widowni i ma prawo odciąć sobie na pamiątkę ucho byka, czasem również ogon. Martwe zwierzę zostaje szybko zasłonięte płachtą i odciągnięte na bok przez osły lub muły.

## Miejsca
Walki byków legalne.
     Walki byków zakazane w miejscach, gdzie tradycyjnie były praktykowane.

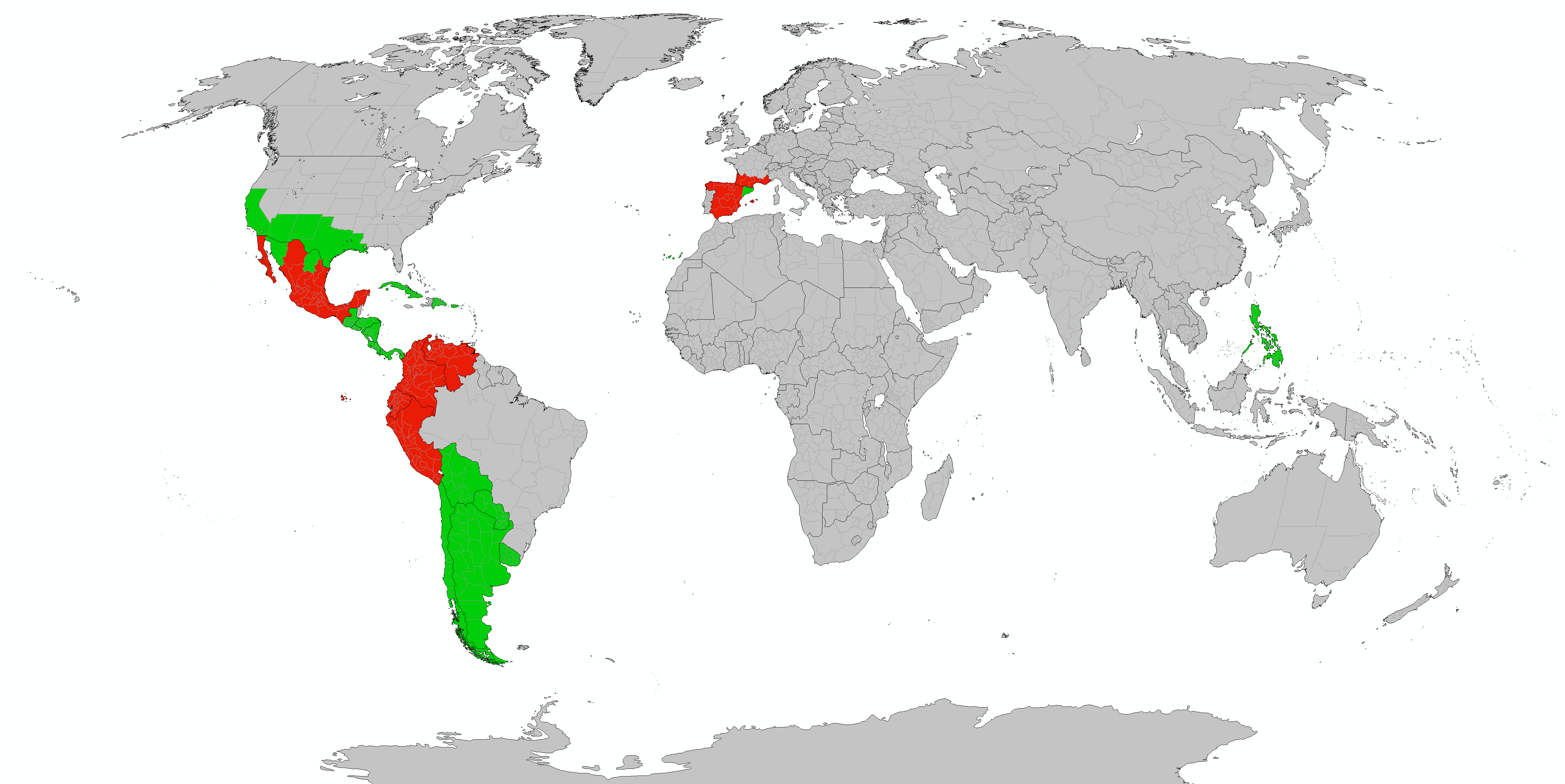
Walki byków na wzór hiszpański na świecie:
Walki byków legalne.
Walki byków zakazane w miejscach, gdzie tradycyjnie były praktykowane.
Uwaga: Niektóre gminy zakazały walk byków w krajach i regionach, w których jest to legalne.

Obecnie walki byków odbywają się w wielu miastach Hiszpanii. Korrida istnieje też w kilku innych krajach (w południowej Francji Saint-Rémy-de-Provence), portugalskim regionie Ribatejo i w niektórych krajach Ameryki Łacińskiej (m.in. Ekwador, Kolumbia, Meksyk, Peru, Wenezuela), ale reguły są nieco zmienione – walka nie zawsze kończy się zabiciem byka i niekiedy ma charakter cyrkowej maskarady.

## Kontrowersje
Spór o korridę trwa od dziesięcioleci. Jej przeciwnicy twierdzą, że sprowadza się ona do torturowania zwierzęcia, które wykrwawia się ku uciesze tłumu. Natomiast zwolennicy, do których należy były król Hiszpanii Jan Karol, podkreślają, że corrida to wyjątkowa sztuka łącząca w spójną całość choreografię, kostium i muzykę. Matador jest przy tym niczym rzeźbiarz, który urabia nie glinę, lecz zwierzę. Miłośnicy korridy dostrzegają w niej nie tyle ból i cierpienie, co przede wszystkim piękno. Parlament Katalonii uchwalił zakaz korridy od 1 stycznia 2012 roku.

## Korrida w kulturze
Korrida przez lata inspirowała wielu twórców, powstawały dotyczące jej obrazy, literatura czy dzieła muzyczne. Do najbardziej znanych należą cykl grafik Francisco Goi Tauromachia czy powieści i opowiadania Ernesta Hemingwaya oraz motywy (m.in. słynna aria torreadora) opery Carmen Georges’a Bizeta. Motywy korridy pojawiały się również w dziełach innych artystów, m.in. Pablo Picasso (La Corrida) czy Salvador Dali.
W Polsce poeta Juliusz Erazm Bolek słowem „Corrida” nazwał swój poemat poświęcony tragicznej śmierci swojego rówieśnika, poety Grzegorza Przemyka, ze względu na skojarzenie ofiary jaką w trakcie walk jest byk, z losem opozycjonistów w komunistycznej Polsce. Utwór został uznany za „Wiersz Roku 2017” przez Związek Pisarzy Katolickich oraz za „Książkę Roku 2017” przez Związek Literatów na Mazowszu.

## Słynni matadorzy
- Luis Miguel Dominguín
- Manuel Laureano Rodríguez Sánchez (Manolete)
- Cristina Sánchez